# De Barsy

Wapen van de familie de Barsy.

De Barsy is een Belgisch geslacht waarvan leden sinds 1985 tot de Belgische adel behoren.

## Geschiedenis
De stamreeks voert terug tot Noël de Barsy die in 1573 in Haltinne woonde; deze laatste datum is tevens de oudst bekende datum inzake dit geslacht. Nazaten werden bestuurders in die plaats en in de regio.
Prof. dr. Eugène de Barsy (1906-1985) was hoogleraar aan de Université libre de Bruxelles en werd in 1985 voor zijn persoon alleen verheven in de Belgische adel met de persoonlijke titel van baron. Zijn neef in de dertiende graad, prof. dr. Thierry de Barsy (1941-2016), was hoogleraar aan de Katholieke Universiteit Leuven en is naamgever van het Barsysyndroom dat voor het eerst werd beschreven door diens echtgenote jkvr. dr. Anne-Marie de Cannart d'Hamale; hij werd in 1990 in de erfelijke adel verheven en verkreeg de persoonlijke titel van baron in 2007, terwijl zijn echtgenote in datzelfde jaar ook de persoonlijke titel van barones verleend werd.
In 2016 stierf het adellijke geslacht in mannelijke lijn uit. In 2017 leefden er nog twee adellijke vrouwelijke telgen.

## Wapens
De verleende wapens zijn ontleend aan de grafsteen van hun voorvader Bernard de Barsy die in 1655 overleed.

### 1985
- In zilver, drie schuinbalken van keel.
- Het schild getopt met de rangkroon van baron.
- Een helm van zilver, gekroond, getralied, gesierd en omboord van goud, gevoerd en gehecht van keel.
- Dekkleden: zilver en keel.
- Helmteken: een aanziende morenkop omwonden met een hoofdwrong van zilver.
- Wapenspreuk: 'In bono et aequitate perseverans' in letters van zilver, op een lint van keel.
- Schildhouders: twee klimmende en aanziende leeuwen van keel, geklauwd van zilver.

### 1990
- In zilver, drie schuinbalken van keel.
- Een helm van zilver, gekroond, getralied, gesierd en omboord van goud, gevoerd en gehecht van keel.
- Dekkleden: zilver en keel.
- Helmteken: een aanziende morenkop omwonden met een hoofdwrong van zilver.
- Wapenspreuk: 'Primum servire' in letters van zilver, op een lint van keel.

## Enkele telgen
Bernard de Barsy (1698-1752)
- Georges de Barsy (1734-?)
  - Isidore de Barsy (1768-?)
    - Jules de Barsy (1803-1851)
      - Isidore de Barsy (1834-?)
        - Léon de Barsy (1875-1935), ambtenaar PTT
          - Prof. dr. Eugène baron de Barsy (1906-1985), hoogleraar
- Isidore de Barsy (1736-?)
  - Isidore de Barsy (1776-?)
    - Isidore de Barsy (1801-1878)
      - Jules de Barsy  !1843-1894)
        - Fernand de Barsy (1881-1962)
          - Robert de Barsy (1910-1983), makelaar
            - Prof. dr. Thierry baron de Barsy (1941-2016), hoogleraar; trouwde in 1965 met dr. Anne-Marie barones de Cannart d'Hamale (1939-2022), neurologe, dochter van jhr. Léon de Cannart d'Hamale (1911-1978), burgemeester van Rijmenam
              - Jkvr. dr. Chantal de Barsy (1967), neurologe
              - Jkvr. Marie de Barsy (1970), verpleegkundige

### Adellijke allianties
- De Cannart d'Hamale (1965), Della Faille de Leverghem (1990), De Dorlodot (1995)